# Eisenbahnunfall auf der Storebæltsbro

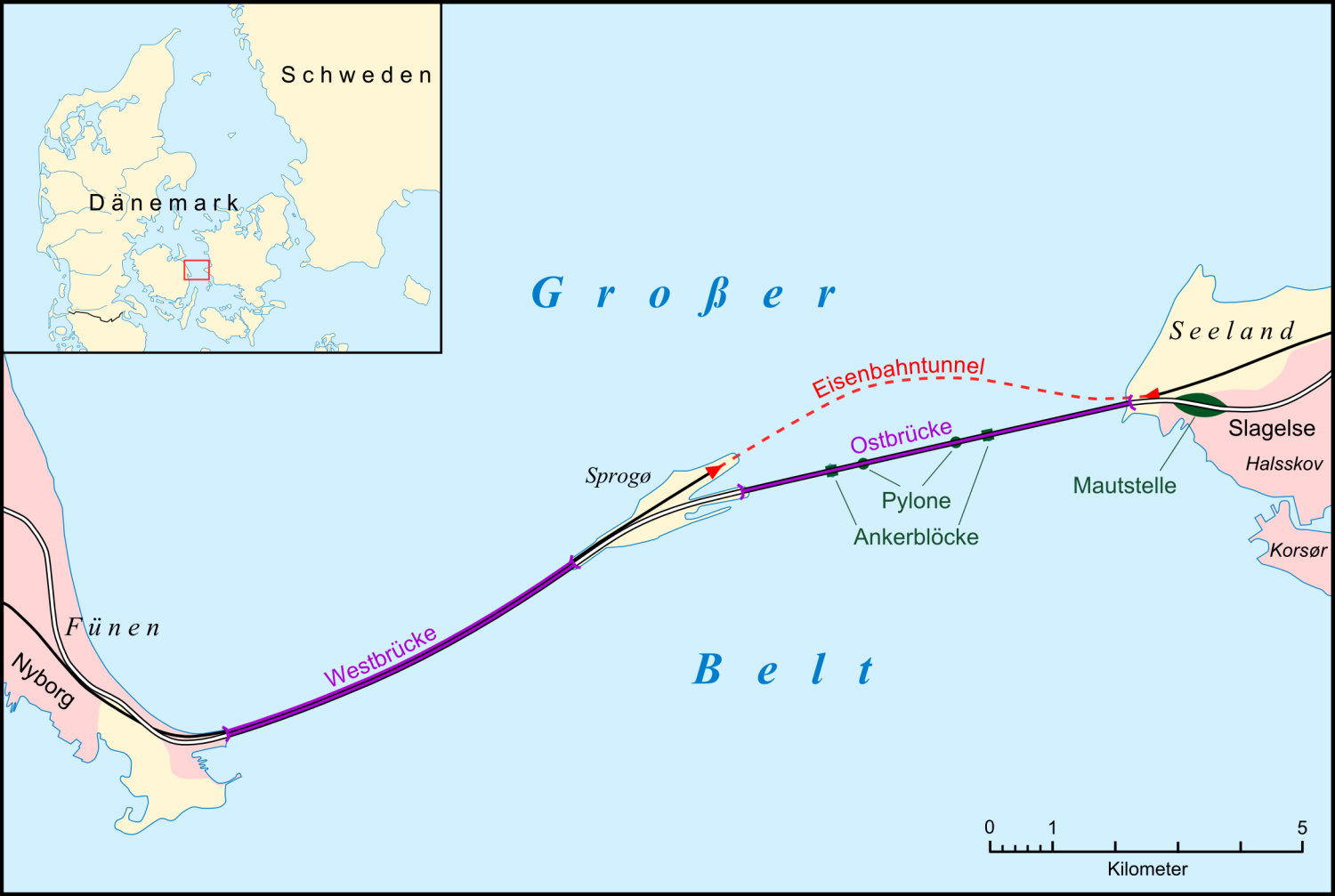
Karte; der Unfall ereignete sich auf der Westbrücke

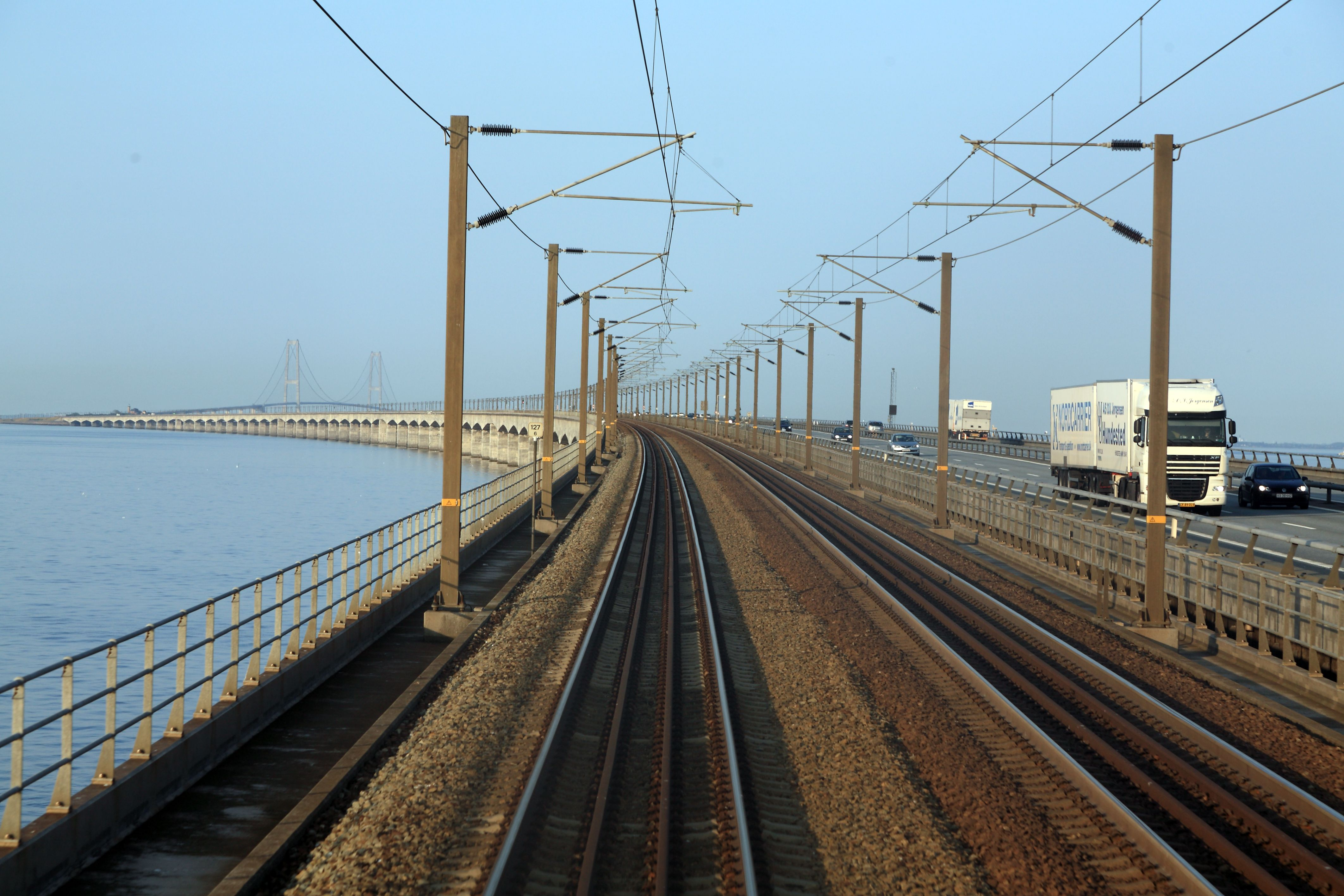
Fahrbahn auf der Westbrücke, Richtung ONO, im Hintergrund die Hochbrücke

Der Eisenbahnunfall auf der Storebæltsbro ereignete sich am Morgen des 2. Januar 2019 auf der Westbrücke der Storebæltsbro. Ein mit Sattelanhängern beladender Güterzug wurde von Sturmböen erfasst, die dazu führten, dass sich ein nicht ordnungsgemäß gesicherter Sattelanhänger aus der vorgeschriebenen Position löste und in das Lichtraumprofil eines entgegenkommenden Personenzugs der Dänischen Staatsbahnen gedrückt wurde. Der Personenzug kollidierte mit dem Sattelanhänger, acht Menschen starben, 16 weitere Personen wurden verletzt. 
Es handelt sich um den schwersten Eisenbahnunfall in Dänemark seit dem Eisenbahnunfall von Sorø am 25. April 1988.

## Ausgangslage

### Infrastruktur
Die Eisenbahn- und Straßenbrücke Storebæltsbro zwischen Fünen und Sprogø quert den Westteil des Großen Belt. Die Bahnstrecke ist zweigleisig und elektrifiziert. Die Brücke ist mit zwei Windmessstellen ausgestattet.

### Züge
Der Fernverkehrszug InterCityLyn 210 befand sich auf dem Weg von Aarhus H nach Kopenhagen Flughafen. Er war aus zwei Garnituren der Baureihe MG (IC 4) gebildet. In dem Zug befanden sich 131 Reisende und drei DSB-Mitarbeiter. Kurz vor dem Unfall war er auf die Westbrücke der Storebæltsbro aufgefahren.
In der Gegenrichtung war der Ganzzug 9233 von DB Cargo Scandinavia von Høje Taastrup nach Fredericia unterwegs. Der Zug wurde von der Lokomotive 185 401 des Typs Traxx 2 gezogen und bestand aus Doppeltaschenwagen, die Sattelauflieger geladen hatten, die wiederum mit Leergut der Brauerei Carlsberg beladen oder leer unterwegs und damit relativ leicht waren. Der Zug ist auch als Øltog bekannt. Er war mit etwa 100 km/h unterwegs.

### Wetterlage
Es herrschte heftiger Wind aufgrund des Sturmtiefs Alfrida. Im Bereich der Brücke herrschten Sturmböen mit einer Windgeschwindigkeit von 20–21 m/s (ca. 75 km/h). Deshalb war auf der parallelen Straße bereits seit dem Vorabend der Lkw-Verkehr und seit dem Morgen auch der Pkw-Verkehr eingestellt worden.
Zum Unfallzeitpunkt war es noch dunkel.

### Besondere Betriebsbedingungen
Die automatisch gesteuerte Sicherheitsanlage auf der Brücke gab vor, dass bei Windgeschwindigkeiten bis 21 m/s im 10-Minuten-Mittel Güterzügen eine Höchstgeschwindigkeit von 80 km/h signalisiert wurde. Bei Windgeschwindigkeiten von 25 m/s (90 km/h) wurde der Verkehr mit Güterzügen eingestellt. Für Personenzüge betrug die zulässige Höchstgeschwindigkeit auch in diesem Fall weiterhin 180 km/h. Die Grenzwerte wurden von Banedanmark festgelegt und galten seit Mai 2018, als sie verschärft worden waren.

## Behördliche Untersuchung
Der Eisenbahn-Unfall wurde von der dänischen Havarikommissionen untersucht, die im Auftrag des dänischen Transportministeriums für Eisenbahn- und Luftfahrt-Unfälle zuständig ist. Der Untersuchungsbericht wurde am 18. Dezember 2019 veröffentlicht, am 17. Januar 2020 folgte eine englischsprachige Kurzfassung wesentlicher Untersuchungsergebnisse.

### Videoaufzeichnungen
Videokameras zeichneten den Güterzug am Westportal des Storebæltstunnelen (Großer-Belt-Eisenbahntunnel) um 7:24 Uhr ohne optische Auffälligkeiten auf. Videoaufnahmen auf der Westbrücke der Storebæltsbro zeigen wenige Minuten später starken Funkenflug an der linken Flanke des Güterzugs unmittelbar hinter der Lokomotive.

### Schadensbild
Die Ausdehnung der Unfallstelle wurde auf ca. 2.200 m festgesetzt, beginnend bei km 126,640, wo Schleifspuren und abgebrochene Gummielemente auf dem Nachbargleis identifiziert wurden, die einen Kontakt des Sattelanhängers mit dem Gleisbett dokumentieren. Der Kollisionspunkt wurde bei km 127,440 festgemacht. Der InterCity kam bei km 127,0 zum Stehen, der Güterzug bei km 128,836. Die Vorderseite des InterCity-Triebzugs zeigte sich unterhalb der Frontscheibe nahezu komplett zerstört. Teile des havarierten Sattelanhängers, darunter zwei Achsen, verkeilten sich nach dem Aufprall unter dem Triebzug und wurden von diesem mitgeschleift. Weitere Elemente schlugen in die linke Seite des Triebkopfes und nachfolgender Wagen ein und verkeilten sich dort. Der übrige Teil des Triebzuges war gekennzeichnet von zerborstenen Scheiben und deformierten Türen. Die Fahrleitungsanlage wurde in beide Richtungen stark beschädigt bzw. unterbrochen. Ab km 127,425 wurden Leerverpackungen (Bier- und Limonadenkisten) aufgefunden, die aus Sattelanhängern ausgeworfen wurden. Eine dritte Achse des Sattelanhängers wurde bei km 127,490 entdeckt. Der vordere Doppeltaschenwagen des bei km 128,836 zum Stillstand gekommenen Güterzugs wies in der ersten Ladetasche hinter der Lokomotive keine Beladung mehr auf. Stattdessen fanden sich abgerissene Elemente des InterCity-Triebzuges sowie Reifenabdrücke an der Wagenaußenseite. Die nachfolgenden Sattelanhänger wiesen teils starke Beschädigungen und fehlende Ladung auf, verblieben aber in der vorgesehenen Position.

### Rekonstruktion der Unfallursache
Im Fokus der Unfallermittlung stand von Beginn an der Stützbock des ersten Doppeltaschenwagens hinter der Lokomotive, welcher die Ladungssicherung des havarierten Sattelanhängers gewährleisten sollte. Der mechanische Verriegelungsmechanismus, welcher den Zugsattel- bzw. Königszapfen des Sattelanhängers aufnimmt, wurde intakt und in einer verriegelten Position vorgefunden. Anhand umfangreicher Testreihen an Stützböcken des verunglückten Zuges sowie weiterer baugleicher Stützböcke wurden Konstruktionsmängel an dem Bauteil festgestellt. Es konnte nachgewiesen werden, dass die automatische Verriegelung des Zugsattelzapfens nach dem Aufsatteln eines Sattelanhängers auf dem Stützbock nicht zuverlässig erfolgt. Eine fehlerhafte Verriegelung wird dem Bedienpersonal nicht angezeigt, da der für die manuelle Verriegelung zuständige Bediengriff dennoch in die Verriegelungsposition fällt. Eine wirksame Verriegelung wäre erst durch die manuelle Betätigung des Verriegelungsmechanismus eingetreten. Im Zuge der Erkenntnisse kam die Unfallkommission zu dem Schluss, dass der havarierte Sattelanhänger nicht ordnungsgemäß verriegelt war, obwohl der Verriegelungsmechanismus dies erwarten ließ. Weitere umfangreiche physikalische Versuche, die das Zusammenspiel von Winddruck, Verriegelung des Stützbocks und Kippverhalten eines Sattelanhängers untersuchten, offenbarten, dass sich ein ordnungsgemäß verriegelter Sattelanhänger auch bei 120 km/h Fahrtgeschwindigkeit, fehlender Beladung und einer Windstärke von 20 m/s nicht aus der Verriegelung lösen und umkippen würde. Im unverriegelten Fall konnte hingegen das Gegenteil nachgewiesen werden, sodass die fehlerhafte Verriegelung des Zugsattelzapfens als das wahrscheinlichste Szenario für die Unfallursache gilt.

## Folgen

### Unmittelbare Folgen
Bei dem Eisenbahnunfall wurden acht Menschen getötet und 16 weitere verletzt. Sieben der Todesopfer befanden sich auf der aufgerissenen linken Seite des vorderen Fahrzeugs, ein Mann wurde weiter hinten im Zug durch umherfliegende Teile getötet. Der Triebfahrzeugführer hatte sich zur Seite geworfen und überlebte. Die Oberleitung des vom Reisezug befahrenen Gleises wurde auf einer Strecke von 500 m und die des zweiten Gleises auf 200 m beschädigt.
Der Straßen- und Zugverkehr wurde eingestellt.

### Weitere Folgen
Ab 10:52 Uhr wurde die Straßenverbindung wieder freigegeben. Schienenersatzverkehr fuhr an Stelle ausfallender Züge.
Um 16 Uhr am Unfalltag musste der Straßenverkehr Richtung Westen erneut gesperrt werden, da sich lange Schlangen Neugieriger gebildet hatten. 40 Autofahrer erhielten vor Ort eine Geldstrafe, weil sie mit Mobiltelefonen Fotos von der Unfallstelle gemacht hatten.
Der Zugbetrieb wurde am 3. Januar 2019 – zunächst eingleisig – wieder aufgenommen. Erster Zug war der IC 833, der den Bahnhof Østerport um 08:20 Uhr verließ. Gegen 17 Uhr sollte der tagsüber eingleisige Betrieb wieder auf beiden Gleisen durchgeführt werden.
DB Cargo Scandinavia verlegte die Verkehrsleistung, die normalerweise durch den Øltog erbracht wird (drei Fahrten pro Woche), bis zur Klärung der Unfallursache auf die Straße.
Das Trafik-, Bygge- og Boligstyrelsen (deutsch Behörde für Transport-, Bau- und Wohnungswesen) untersagte am 8. Januar 2019 den Verkehr mit Taschenwagen sämtlicher Bauarten. Dies wurde für einzelne Transportunternehmen aufgehoben, sobald sie ein Dokumentationssystem vorweisen konnten, mit dem belegt wurde, dass in jedem Einzelfall überprüft wurde, dass der Königszapfen des Sattelaufliegers ordnungsgemäß in die entsprechende Verankerung des Taschenwagens eingerastet ist. Ab dem 11. Januar 2019 konnten Hector Rail und ab dem 15. Januar 2019 CFL Cargo und TX Logistik den Transport der Taschenwagen wieder aufnehmen.
Im März 2019 hat die Europäische Union aufgrund des Unfalls ein Dringlichkeitsverfahren zur Sicherheit von Lkw-Aufliegern auf Taschenwagen eingeleitet. Es soll innerhalb von zwei Monaten Möglichkeiten der Risikominderung ermitteln, möglichst ohne den kombinierten Verkehr einzuschränken.

### Geänderte Betriebsbedingungen
Als Folge dieses Unfalles wurden die Sicherheitsbestimmungen für Zugfahrten über die Storebæltsbro am 8. Januar 2019 verschärft:
- Für Güterzüge gilt: Bei Seitenwind bis 15 m/s (ca. 55 km/h) im 10-Minuten-Mittel gelten keine Einschränkungen, zwischen 15 und 20 m/s dürfen Züge maximal 80 km/h fahren. Bei höherer Windgeschwindigkeit wird der Güterverkehr eingestellt. Beides gilt nicht für Lokzüge.
- Reisezugverkehr ist bis zu 25 m/s ohne Einschränkung möglich, bei höheren Windgeschwindigkeiten wird auch er eingestellt.[16][17]

## Weitere Vorfälle
Am 13. Januar 2021 wurde erneut ein loser Lkw-Auflieger auf einem Taschenwagen festgestellt. Der Zug, der über die Brücke fahren sollte, wurde in Nyborg gestellt. Wiederum handelte es sich um einen LKW-Anhänger von Carlsberg auf einem Wagen von DB Cargo. Zum Zeitpunkt des Vorfalls fuhren alle Güterzüge aufgrund des Windes mit einer reduzierten Geschwindigkeit von 80 km/h. Trafik-, Bygge- og Boligstyrelsen (deutsch: Behörde für Transport-, Bau- und Wohnungswesen) stellte sofort den Güterverkehr bis zur Klärung des Vorfalles – aber mindestens für zwei Wochen – über die Brücke ein und ließ von der Havariekommission HCLJ den Vorfall untersuchen.